# Under the Lash
Under the Lash is een Amerikaanse dramafilm uit 1921 onder regie van Sam Wood. Destijds werd de film in Nederland uitgebracht onder de titel Onder de zweep. De film is wellicht zoekgeraakt.

## Verhaal
Deborah Krillet is getrouwd met de Zuid-Afrikaanse puritein Simeon Krillet. Ze wordt verliefd op de getrouwde Engelsman Robert Waring, die als opzichter op de boerderij werkt. Als Simeon ontdekt dat zijn vrouw Romeo en Julia aan het lezen is, wil hij haar slaan. Hij kalmeert alleen maar, omdat Deborah hem wijsmaakt dat ze zwanger is. Wanneer die leugen aan het licht komt, wil Simeon zijn vrouw vermoorden. Robert schiet hem neer om het leven van Deborah te redden. Ze verklaren dat Simeon gestorven is in een storm. Wanneer zijn zus de waarheid achterhaalt, schenkt Deborah haar het geld en de boerderij, zodat ze haar mond zou houden. Intussen krijgt Robert te horen dat zijn vrouw hem de toestemming geeft om van haar te scheiden. Hij kan nu voor altijd bij zijn geliefde zijn.

## Rolverdeling
| Acteur           | Personage       |
| ---------------- | --------------- |
| Gloria Swanson   | Deborah Krillet |
| Mahlon Hamilton  | Robert Waring   |
| Russell Simpson  | Simeon Krillet  |
| Lillian Leighton | Anna Vanderberg |
| Lincoln Stedman  | Jan Vanderberg  |
| Thena Jasper     | Memke           |
| Clarence Ford    | Kaffer          |